# Петрозаводск (газета)
«Петрозаво́дск» — еженедельная общественно-политическая городская газета, выходившая в Петрозаводске в 1991—2018 годах.
Учредитель — ООО "Издательский дом «ПетроПресс». Газета выпускалась на восьми страницах, частично в цвете. С 2018 г. бумажная версия газеты не выходит.
Основные рубрики — «Политика», «Общество», «Проблемы», «Обратная связь», «Наша почта», «Права потребителя».
В разные годы газетой руководили:
- Шлейкин Ю. В. (1991—1995)
- Ершов Р. А. (1995—1998)
- Хевсуришвили В. С. (1998—1999)
- Воробьёв А. Б. (1999—2002)
- Слепков В. А. (2002—2005)
- Смирнов А. А. (2006—2018)[3]